# Der kleine Vampir (1985)
Der kleine Vampir ist eine 1985 produzierte Fernsehserie und entstand in Co-Produktion zwischen der deutschen Polyphon Film- und Fernsehgesellschaft und der kanadischen Norflicks Productions Ltd. und wurde vom Norddeutschen Rundfunk präsentiert. Als Vorlage dienten die beiden Bücher Der kleine Vampir und Der kleine Vampir zieht um von Angela Sommer-Bodenburg; es stellt die erste Fernsehserie dieser Reihe dar. Die zweite Serie Der kleine Vampir – Neue Abenteuer wurde 1993 veröffentlicht.

## Handlung
Eines Abends schwebt der kleine Vampir Rüdiger in das Zimmer des zehnjährigen Anton Bohnsack. Er erzählt diesem, dass er seit 146 Jahren tot sei und dass sich Vampire ihr Alter aussuchen könnten. Er, Rüdiger, habe sich für das Kindesalter entschieden, während sich seine Schwester Anna nicht entscheiden könne, wie alt sie sein möchte und deswegen noch im sogenannten „Milchzahnalter“ sei.
Von nun an wird Antons eintöniges Leben spannend: Der Vampir und er werden Freunde, und als dieser ihm noch einen Umhang mitbringt, unternehmen die beiden nächtliche Ausflüge.
Dabei muss Anton dem Vampir schwören, niemandem von ihrer Bekanntschaft zu erzählen; deshalb schreibt er stattdessen darüber an seinen besten Freund Teddy, der erst kurz vorher weggezogen war. Teddy glaubt aber, dass Anton sich diese Geschichten nur ausdenkt.
Große Gefahr bringt Anton die Bekanntschaft mit dem neuen Friedhofsverwalter Johann Geiermeier, der sich später als Vampirjäger entpuppt.
Als Vampir verkleidet nimmt Anton sogar an einer Vampirfete teil und hilft Rüdiger und seiner Familie bei ihrer Flucht vom heimatlichen Friedhof.

## Folgen
1. Nächtlicher Besuch

Der kleine Vampir Rüdiger langweilt sich in der Familiengruft. Sein Vormund, Onkel Theodor, besteht darauf, dass Rüdiger unter die Leute geht. Schließlich zieht Rüdiger entnervt los, um nun „jeden anzuknabbern“ der ihm in die Quere kommt. Bei einem Streifzug durch die Stadt kommt Rüdiger auch an der Turnhalle vorbei und sieht dort zum ersten Mal den zehnjährigen Anton Bohnsack. Als dieser von seiner Mutter abgeholt wird, beklagt sich Anton darüber, dass er seinen Freund Teddy schrecklich vermisse und dass Leichtathletik nichts für ihn sei. Am selben Abend, Antons Eltern sind bereits auf dem Weg zu einer Party, taucht Rüdiger an Antons Fenster auf. Schnell wird Anton klar, dass dieser Vampir ja eigentlich ganz nett und genauso einsam wie er selbst ist. Beide werden Freunde. Von nun an schreibt Anton seinem Freund Teddy Kasper über seine Abenteuer mit dem kleinen Vampir, die dieser aber nur als „tolle Geschichten“ abtut. Am selben Abend kommt auf dem Flughafen der neue Friedhofsverwalter Johann Geiermeier an, der später noch eine wichtige Rolle im Leben der Vampire spielen wird.
2. Fliegen will gelernt sein

Eine Woche später freut sich Anton schon auf den Besuch Rüdigers, da seine Eltern wieder einmal zu einer Party wollen. Antons Vater repariert inzwischen die kaputte Dielenleuchte und Antons Mutter hält die Leiter. Als Antons Vater infolge eines Stromschlags von der Leiter fällt, verstaucht sich die Mutter den Fuß. Anton versucht nun erfolglos, seine Mutter so schnell wie möglich wieder gesund zu bekommen; aber sie bleibt dennoch zu Hause. Sie liegt im Bett, als Rüdiger an Antons Fenster erscheint. Rüdiger hat Anton einen Vampirumhang mitgebracht. Anfänglich hat Anton Angst, sich den Umhang umzuhängen, da er nicht Vampir werden will. Doch Rüdiger beruhigt ihn: Um zum Vampir zu werden, gehöre ein bisschen mehr als ein Umhang und Flugpulver. Hier hört Anton zum ersten Mal von diesem ominösen Flugpulver. Beide üben in Antons Zimmer das Fliegen, damit sie nächtliche Ausflüge unternehmen können. Doch sind sie dummerweise nicht besonders leise: Antons Mutter wacht auf und kommt in Antons Zimmer; Rüdiger kann sich gerade noch im Wandschrank verstecken. Da entdeckt Antons Mutter einen Zipfel des Umhangs, der aus Antons Schrank herausguckt, und Anton muss ihr gestehen, dass er einen neuen Freund hat. Als Antons Mutter wieder gesund ist, erzählt sie Anton von einem seltsamen Fremden, dem sie ein Haus verkaufen will: Johann Geiermeier, seines Zeichens Friedhofsverwalter und passionierter Vampirjäger.
3. Bei Schlottersteins

Nach dem Aufwachen erzählt Onkel Theodor von seinem Verdacht, dass der neue Friedhofsverwalter der letzte und schlimmste Spross der Familie Geiermeier ist. Am selben Abend soll Frau Puvogel wieder auf Anton aufpassen, doch ihr kommt etwas dazwischen. So muss nun ihre 13-jährige Tochter Effie für sie einspringen, was Anton allerdings nicht passt. So geraten beide schnell in einen Streit und Anton schließt sich in seinem Zimmer ein. Rüdiger hat das vom Oberlicht aus mitbekommen und erschreckt Effie von dort. Rüdiger lädt Anton ein, sich bei ihm zu Hause einmal umzusehen und so fliegen beide Kinder zum Friedhof. Als beide in der Gruft sind, zeigt Rüdiger Anton die Särge: Plötzlich ertönt aus dem Sarg seiner Großtante Dorothee ein heftiges Klopfen! Anton kann sich gerade noch rechtzeitig in Rüdigers Sarg verstecken. Auf dem Heimweg kommen Rüdiger und Anton zufällig an der Party vorbei, auf der Antons Eltern als Gäste zugegen sind.
4. Vampirumhänge wäscht man nicht

Nachdem Anton wieder zu Hause ist, wäscht Antons Mutter den Vampirumhang. Am späten Nachmittag bricht Anton zum Friedhof auf, um Anna und Rüdiger zum Tee einzuladen. Auf dem Friedhof versucht er, mit dem Umhang zu fliegen. Beim Flugversuch wird Anton von seinem Klassenkameraden Udo Schäfer überrascht, beide werden vom Friedhofsverwalter Geiermeier erwischt: Dieser erkennt sofort, dass es sich hierbei um einen echten Vampirumhang handelt. Geiermeier verhört nun Anton, und Udo gelingt es, mit dem Umhang zu fliehen. Am Abend trifft Anton auf dem Friedhof Rüdiger und erzählt diesem von der Sache mit dem Umhang. Rüdiger erzählt ihm, dass der Umhang ohne das geheimnisvolle Flugpulver völlig wertlos sei und dass sich Udo beim Versuch zu fliegen wahrscheinlich das Genick brechen würde. Rüdiger erklärt ihm, dass das faulig und modrig riechende Flugpulver Voraussetzung zum Fliegen und die Gewinnung des Pulvers die einzige Arbeit sei, die Vampire verrichten dürfen. Etwas später unternehmen Anton und Rüdiger einen Ausflug zu einem Punker-Treffen; dort sieht Anton zum ersten Mal den älteren Cousin Lumpi.
5. Annas Trick

Vampirjäger Geiermeier sitzt vor seinem Schreibtisch und führt seine Familienchronik. Darin berichtet er seinen Ahnen von seinen Erlebnissen in der neuen Heimat. Zur gleichen Zeit erscheint Rüdiger erkältet bei Anton und bringt seine kleine Schwester Anna mit. Anna soll Anton dabei helfen, den von Udo gestohlenen Umhang zurückzuholen. Die kleine Anna verliebt sich in Anton und rückt von da an ihrem Schwarm ständig auf die Pelle. Anton kann Udo an dessen Wohnungstür ablenken und Anna den Umhang aus Udos Zimmer mitnehmen. Auf dem Rückweg sieht Anna im Zimmer von Udos Schwester Tery ein Kleid liegen, das ihr gefällt. Als Anton etwas später wieder zu Hause eintrifft, ist Anna bereits in seinem Zimmer. Sie sitzt auf seinem Bett und bestreut den Umhang mit Flugpulver. Als Antons Mutter ins Zimmer kommt, versteckt sich Anna schnell unter dem Bett. Antons Mutter wundert sich, dass ihr Sohn schon wieder diesen Umhang hat und dass er trotz des Waschens schon wieder so furchtbar riecht, nimmt ihn schwungvoll vom Bett und verteilt, ohne es zu merken, das ganze Flugpulver auf der Bettdecke. Im Anschluss fliegen beide zu Rüdiger in die Gruft, um zu zeigen, dass der Umhang wieder im Besitz von Anton ist. Dort treffen sie – sehr zu Antons Entsetzen – auf Lumpi, der mit Rüdiger Karten spielt. Plötzlich taucht auch noch Tante Dorothee in der Gruft auf und Anton muss sich erneut in Rüdigers Sarg verstecken. Dort wird er ohnmächtig und Anna beginnt mit einer Mund-zu-Mund-Beatmung. In der späten Nacht wacht Antons Mutter plötzlich auf, weil im Badezimmer die Waschmaschine läuft. Sie findet dort Anton schlafend auf der Waschmaschine vor, der seine stinkende Bettdecke wäscht.
6. Rüdiger in Jeans

Rüdiger und Anna sind bei Bohnsacks zum Tee eingeladen. Rüdiger bekommt dafür von Anton normale Kleidung, während Anna ein Kleid von Udos Schwester stiehlt, dass sie beim Zurückholen des Vampirumhangs gesehen hatte. Geiermeier entdeckt in der Zwischenzeit in der Bücherei eine alte Bilderrolle, die die Vampire bei den Indianern zeigt. Beim Versuch, diese zu stehlen, wird er erwischt. Geiermeier gelingt die Flucht. Während sich Geiermeier vor der Polizei versteckt, bricht für die Vampirkinder die Stunde der Wahrheit heran: Werden Antons Eltern merken, dass sie Vampire sind? Doch noch während sich die Vampirkinder in der Gruft für die Teeparty fertig machen, werden sie zufällig von Tante Dorothee beobachtet, die aufgewacht ist und ihren Sargdeckel angehoben hat.
7. Tee mit Überraschungen

Antons Mutter ist mitten in den Vorbereitungen zur Teeparty, die um 16:00 Uhr stattfinden sollte und nun ist es bereits 16:30 Uhr. Anton versucht verzweifelt seine Mutter darauf vorzubereiten, dass die Vampirkinder nicht am Nachmittag, sondern erst am Abend kommen werden. So erscheinen die Vampirkinder um kurz nach 20:00 Uhr stark geschminkt und als Menschen verkleidet bei Antons Eltern. Anna trinkt bei Antons Eltern Milch und Rüdiger eine lauwarme Hühnerbrühe. Dabei werden sie durch das Oberlicht von der gesamten Vampirfamilie beobachtet. Selbst Lumpi ist entsetzt, dass Rüdiger menschliche Nahrung zu sich nimmt. Anton bemerkt die versammelte Vampirfamilie zufällig. Er macht seine beiden Freunde in seinem Kinderzimmer auf die neue Situation aufmerksam. Rüdiger weiß, dass man ihn nun aus der Gruft verbannen wird. So machen sich die Vampirkinder auf den Weg zur Gruft.
8. Rüdiger in Not

Als die Vampirkinder Anna und Rüdiger später in die Gruft zurückkehren, werden sie bereits von ihrer Familie erwartet, denn Kontakt mit Menschen ist Vampiren strikt verboten. Beiden wird nun der Familien-Prozess gemacht: Anna wird als nicht-bluttrinkender Vampir vor einer Strafe noch verschont, aber Rüdiger wird nun aus der Gruft verbannt, erhält Flugverbot und muss sich eine neue Bleibe suchen. Er entschließt sich, in den Keller von Antons Eltern einzuziehen. Er überredet Anton, ihm seinen Umhang zu überlassen. Doch noch während Anton bei Rüdiger im Keller ist, schleicht sich Effie in die Wohnung der Bohnsacks. Nach kurzem Suchen findet Effie den Umhang in Antons Zimmer und nimmt ihn mit. Anton bemerkt sofort den Diebstahl und vermutet Effie dahinter. Mit einem Trick kann er sich Zutritt in die Wohnung der Puvogels beschaffen und muss erschrocken feststellen, dass Effie den Umhang gewaschen hat und er damit für Rüdiger unbrauchbar geworden ist.
9. Unruhe im Keller

Rüdiger wohnt nun im Keller der Bohnsacks, kann aber nicht fliegen, da ihm Onkel Theodor den Umhang abgenommen hat. Im bohnsackschen Keller besucht ihn regelmäßig Anna und berichtet ihm, dass die Familie sehr verzweifelt über diese Angelegenheit sei. Rüdiger lädt Anton nun zur größten Vampirfeier des Jahres ein. Ein wenig später will auch Anna Anton zu dieser Feier einladen und ist sichtlich enttäuscht, als ihr Rüdiger erzählt, dass er bereits Anton eingeladen habe. Bei dem anschließend überstürzten Abflug aus der Garage des Hauses wird die nun sehr von Anton und Rüdiger enttäuschte Anna aber von Effie Puvogel beobachtet. Zwischenzeitlich ist Geiermeier den Vampiren bedrohlich nahegekommen. Vor ihrer Familiengruft hält dieser den Vampiren eine Ansprache. Er verspricht den Vampiren einen „fairen Prozess“ in Transsylvanien. Onkel Theodor erkennt nun, dass sein Feind große Angst hat, selbst aus dem Land ausgewiesen zu werden. Geiermeier verkündet aber den Vampiren auch, dass nun große Probleme auf diese zukommen würden, die noch schlimmer seien als er. Während die Vampire rätseln, was Geiermeier damit gemeint haben könnte, taucht die Polizei auf und verhaftet Geiermeier, aber es gelingt ihm, als Arzt verkleidet zu fliehen. Rüdiger erhält zwischenzeitlich von Anna verbotenerweise etwas Flugpulver für seinen gewaschenen Umhang. Nichtsahnend sitzt Anton in seinem Zimmer und malt ein neues Bild von Rüdiger. Da kommt seine Mutter ins Kinderzimmer und teilt ihm mit, dass sich sein Vater plötzlich entschlossen hat, eine Garderobe zu bauen und sich das Material dafür aus dem Keller holen will. Anton gelingt es, seinen Vater abzulenken und mit den gesuchten Sachen aus dem Keller zu verscheuchen. In den Fernsehnachrichten erfährt Anton von der Verhaftung und der Flucht Geiermeiers. Er erfährt aber auch, dass der alte Friedhof planiert werden soll, und damit wären seine besten Freunde und deren Verwandte heimatlos.
10. Das große Fest der Vampire

Im Keller versucht Anton, Rüdiger vor der drohenden Gefahr zu warnen, aber dieser will nichts davon hören, da er sich auf die Alles-wird-vergeben-und-vergessen-Party der Vampire freut, die unter anderem Rüdigers Rückkehr in die Gruft ermöglichen soll. Auch Anton nimmt als Vampir verkleidet teil. Dafür hat Onkel Theodor sogar das Flugverbot aufgehoben, mit dem er Rüdiger belegt hatte, und Anna darf ihm offiziell einen Umhang überbringen. Anton und Rüdiger treffen sich ein wenig später und beide fliegen zur Vampirparty. Rüdiger stellt Anton seinen Verwandten nun als Thor den Schrecklichen vor und Anton lernt Rüdigers Familie kennen. Auf Tante Dorothees Frage: „Wo bist du zuhause?“ gibt Anton zufälligerweise mit „Wo immer ich meinen Mantel fallen lasse“ die Antwort der Zigeuner-Vampire. Da Tante Dorothee Zigeuner-Vampire sehr bewundert, wird Anton auch von ihr und den übrigen Vampiren als einer der ihren anerkannt.
11. Geiermeier ist überall

Anton wird auf der Vampir-Feier von Tante Dorothee fast als Mensch enttarnt, als er in einer der zahlreichen Nebenhöhlen mit Anna das Tanzen übt und dabei in einen Tümpel fällt. Dadurch wird sein Vampir-Make-up verwischt. Anton und die Vampirkinder verlassen im Anschluss daran verbotenerweise das Vampirtreffen; Tante Dorothee erzählen sie, Thor wolle seine Geige holen, um ihr ein Lied spielen zu können. In einer Höhle nahe dem Eingang treffen Anna, Rüdiger und Anton dann auch noch zufällig auf den verkleideten Geiermeier. Um Anton zu retten, müssen Anna und Rüdiger notgedrungen auch Geiermeier den Weg an die Oberfläche zeigen.
12. Transportprobleme

Am folgenden Tag kommt Anton am frühen Nachmittag in den Keller. Rüdiger erfährt durch ihn, dass ab heute der alte Friedhof zerstört werden soll und dass die Vampire in höchster Gefahr sind. Rüdiger bittet Anton, seine Verwandten zu warnen und sich nun als Mensch erkennen zu geben. Als Anton auf den Friedhof kommt, ist ein großer Teil schon vernichtet. Er steigt in die Gruft und weckt Anna, die sich aber über die Sonne erschrickt und kurz laut aufschreit. Dadurch weckt sie allerdings auch ihre Verwandtschaft. Anton berichtet diesen – nach anfänglichen Schwierigkeiten – von der Gefahr für sie. Anton erhält nun den Auftrag, für die Vampire ein Schiff zu organisieren. Anton findet auf einer Flusswiese tatsächlich ein paar dubiose Gestalten. Diese erklären sich bereit, die Vampire bis Mitternacht an Bord zu nehmen.
13. Kein Abschied ist für immer

Rüdiger ist wieder in die Gruft zurückgekehrt. Nun haben Antons Freunde ein großes Problem: Wie bekommt man die Särge unauffällig auf das Schiff? Lumpi schlägt vor, seinen Punk-Freunden vorzuspielen, die Särge zu stehlen und so zum Hafen zu bringen. Im Schutze des beginnenden Halloween-Festes (in der deutschen Synchronisation fälschlich als Allerheiligen bezeichnet) können sie fast unbemerkt zum Schiff gelangen. Sie laufen zwar Geiermeier in die Hände, aber ein Polizist erkennt diesen als den flüchtigen Irren. Geiermeier flüchtet erneut. Anna, Rüdiger und Anton müssen sich nun voneinander verabschieden und Anton erhält von den Vampiren eine Flasche Flugpulver und eine Geige als Erinnerungsgeschenke. Und sie geben ihm einen Tipp, was Flugpulver eventuell sein könnte – Anton müsse sich mehr auf seine Nase verlassen. Anton kommt nun tieftraurig nach Hause und berichtet seinen Eltern, dass Anna und Rüdiger überraschend abreisen mussten und auch wohl nie mehr zurückkämen. Er hat nun die Idee, selbst eine Alles-ist-vergeben-Party zu veranstalten. Währenddessen sind die Vampire am Schiff angelangt und Onkel Theodor wundert sich, warum nun plötzlich acht und nicht mehr sieben Särge am Ufer stehen. Er öffnet den letzten Sarg und macht eine unglaubliche Entdeckung: In diesem hatte sich Geiermeier versteckt, um den Vampiren in ihr neues Versteck zu folgen. Onkel Theodor und Geiermeier führen nun ein Streitgespräch, wo Geiermeier erkennt, dass die unsterblichen Vampire ihm gegenüber im Vorteil sind. Das bringt Geiermeier auf die Idee, Antons Nachbarin – Frau Puvogel – zu heiraten. Anton veranstaltet seine Alles-ist-vergeben-Party bereits am nächsten Abend und diese wird ein voller Erfolg. Als Anton und Teddy später in Antons Kinderzimmer kommen, finden sie am Fenster eine Nachricht von Rüdiger vor: „Sind nur einen Nachtflug entfernt – bleiben in Kontakt! Der Vertilger“. Anton packt nun seine Geschenke aus und entdeckt die Flasche Flugpulver: Dadurch, dass Anton nun zwei Umhänge hat, einen guten und einen alten, können er und sein Freund Teddy fliegen und nun auch gemeinsame nächtliche Ausflüge unternehmen. Zum Beweis, dass alles, was er Teddy geschrieben hatte, wahr ist, streut Anton etwas Flugpulver auf seine Bettdecke, und diese beginnt zu schweben. Teddy erkennt nun selbst, dass Anton nicht spinnt und ihm nur tolle Geschichten aufgetischt hat, sondern dass es Anna und Rüdiger wirklich gibt.

## Besetzung und Synchronisation
Synchronisation durch Studio Hamburg, unter der Leitung von Wolfgang Draeger (Dialogbuch und Dialogregie).
| Figur                                            | Darsteller          | Deutscher Sprecher    |
| ------------------------------------------------ | ------------------- | --------------------- |
| Anton Bohnsack (englisch Anton Basker)           | Christopher Stanton | Tobias Pauls          |
| Rüdiger von Schlotterstein (englisch Rüdiger)    | Joel Dacks          | Matthias Klimsa       |
| Anna von Schlotterstein (englisch Anna)          | Marsha Moreau       | Saskia Weckler        |
| Johann Geiermeier (englisch Detective Gurrmeyer) | Gert Fröbe          | Gert Fröbe            |
| Onkel Theodor (englisch Uncle Ludwig)            | Michael Gough       | Günther Jerschke      |
| Tante Dorothee (englisch Aunt Hildegard)         | Lynn Seymour        | Karin Eckhold         |
| Lumpi (englisch Lumpi)                           | Jim Gray            | Andreas von der Meden |
| Robert Bohnsack (englisch Robert Basker)         | Michael Hogan       | Rolf Becker           |
| Helga Bohnsack (englisch Helga Basker)           | Susan Hogan         | Heidi Schaffrath      |
| Frau Puvogel (englisch Mrs. Perkins)             | Barbara Reese       | Katharina Brauren     |
| Effie Puvogel (englisch Effi Perkins)            | Kathy Wenschlag     | Kerstin Draeger       |
| Udo Schäfer (englisch Cyril Schaeffer)           | Kristofer Kent      |                       |

## Erwähnenswertes
- Das Titellied They can see in the dark singt Lumpi-Darsteller Jim Gray, der zu jener Zeit Mitglied der Punkband Dark Room war, in einer abgewandelten Fassung in der vierten Folge Vampirumhänge wäscht man nicht auf einem Parkdeck während einer Feier.[6]
- Der Darsteller des Onkel Theodor, Michael Gough, konnte bereits auf eine beträchtliche Erfahrung mit Film-Vampiren zurückblicken: Gemeinsam mit Peter Cushing war er Hauptdarsteller im legendären Dracula-Film von 1958, der den Weltruhm von Christopher Lee begründete. In der ersten Szene der zweiten Folge sagt Theodor zudem, er habe Dracula noch gekannt.
- Gedreht wurde in Edmonton, der Hauptstadt der kanadischen Provinz Alberta.[1]
- Die Produktionskosten beliefen sich auf 5,5 Millionen D-Mark und somit war die Serie die bis dahin teuerste Kinderbuchadaption, an der sich das deutsche Fernsehen (NDR) beteiligte.[7]
- In der Originalfassung haben die Charaktere teilweise andere Namen. Tante Dorothee heißt dort Tante Hildegard und Onkel Theodor heißt Onkel Ludwig. Auch die Familiennamen Bohnsack, Geiermeier und Puvogel werden entsprechend übersetzt (siehe Besetzungsliste).

## DVD-Veröffentlichung
Die ARD hat am 29. Oktober 2008 eine DVD-Box mit allen 13 Folgen und einer 15-minütigen Dokumentation über Angela Sommer-Bodenburg veröffentlicht. Ferner ist als weiteres Bonusmaterial auch die originale englische Tonspur auf der DVD vorhanden. Am 25. März 2009 folgte die Veröffentlichung einer weiteren DVD-Box unter dem Titel Der kleine Vampir – Alle Abenteuer mit 8 DVDs, die sowohl die komplette Serie von 1985 als auch die komplette Serie Der kleine Vampir – Neue Abenteuer von 1993 enthält.

## Ausstrahlungsnotizen
Fernsehpremiere hatte Der kleine Vampir im Frühsommer 1986 in Großbritannien, die Serie erreichte dort eine Sehbeteiligung von 22 Prozent bei der Zielgruppe der Vier- bis Fünfzehnjährigen und war somit ganz oben in der „Top Ten des Kinderprogramms“ platziert. Die deutsche Erstausstrahlung erfolgte vom 31. Dezember 1986 bis 22. März 1987. Wiederholungen erfolgten von 1990 bis 2002 auf den Dritten Programmen, auf Eins Plus und im KI.KA.